# Église Saint-Eugène de Vieux
L'église Saint-Eugène de Vieux est un édifice religieux catholique à Vieux dans le département du Tarn en France. Elle est classée monument historique depuis le 24 février 1906.

## Historique
Eugène de Carthage, exilé depuis son évêché de Carthage, arrive à la fin du Ve siècle près d'Albi. Au Moyen Âge, une légende attribue à saint Eugène la fondation du monastère de Vieux et le lieu de sa sépulture. Il aurait réuni dans le lieu, des reliques de saint Amarand, saint Longin, saint Vindemial et sainte Carissime, à l'origine du pèlerinage le plus important de l'Albigeois. Ce pèlerinage prend fin lorsque l'évêque Louis Ier d'Amboise ramène ces reliques à la cathédrale d'Albi.
L'église actuelle date du XVIe siècle. Elle est construite sur le site de plusieurs anciennes églises dont un édifice de 987 détruit par Simon IV de Montfort en 1212 lors de la croisade des Albigeois. L'actuel lieu de culte fut saccagé à deux reprises par les protestants pendant les guerres de religion. Réparée au début du XVIIe siècle puis restaurée cent ans plus tard, elle servit de chai sous la Révolution. Plusieurs fois délaissée et remise en état, elle est redevenue lieu de culte en 1970. Des travaux continuent pour lui rendre son lustre d'antan, le dernier étant la réfection des vitraux. Ils sont financés par la municipalité et une association.

## Description
Le clocher à base carrée est octogonal sur les deux derniers étages. Il culmine à 23 mètres. Des vestiges de mur de l'ancienne église sont ornés de peintures du XIVe siècle. Ces peintures murales, sur trois murs de la chapelle au rez-de-chaussée du clocher, représentent des scènes de la Passion du Christ et des vertus théologales.

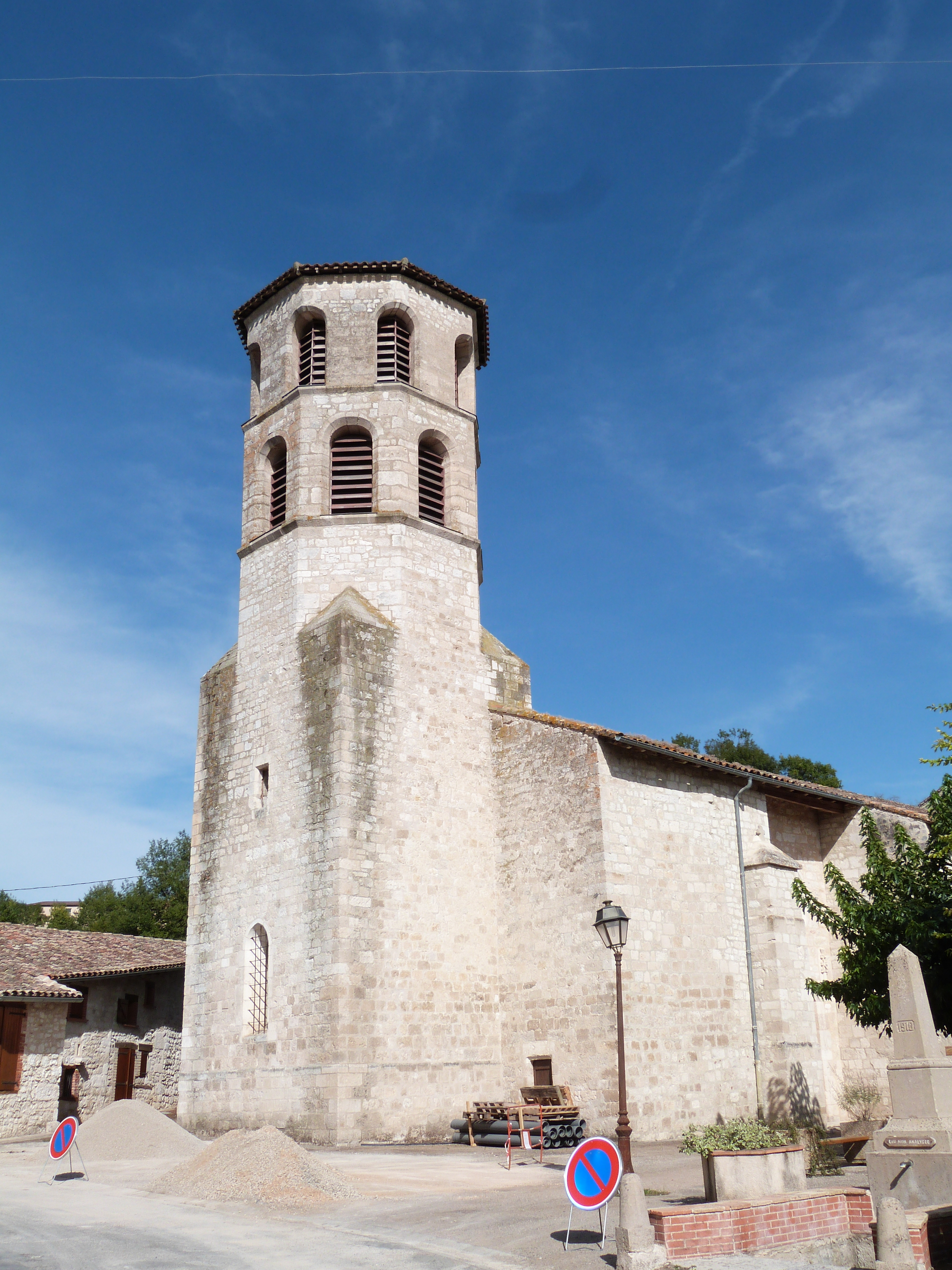
Vue du clocher
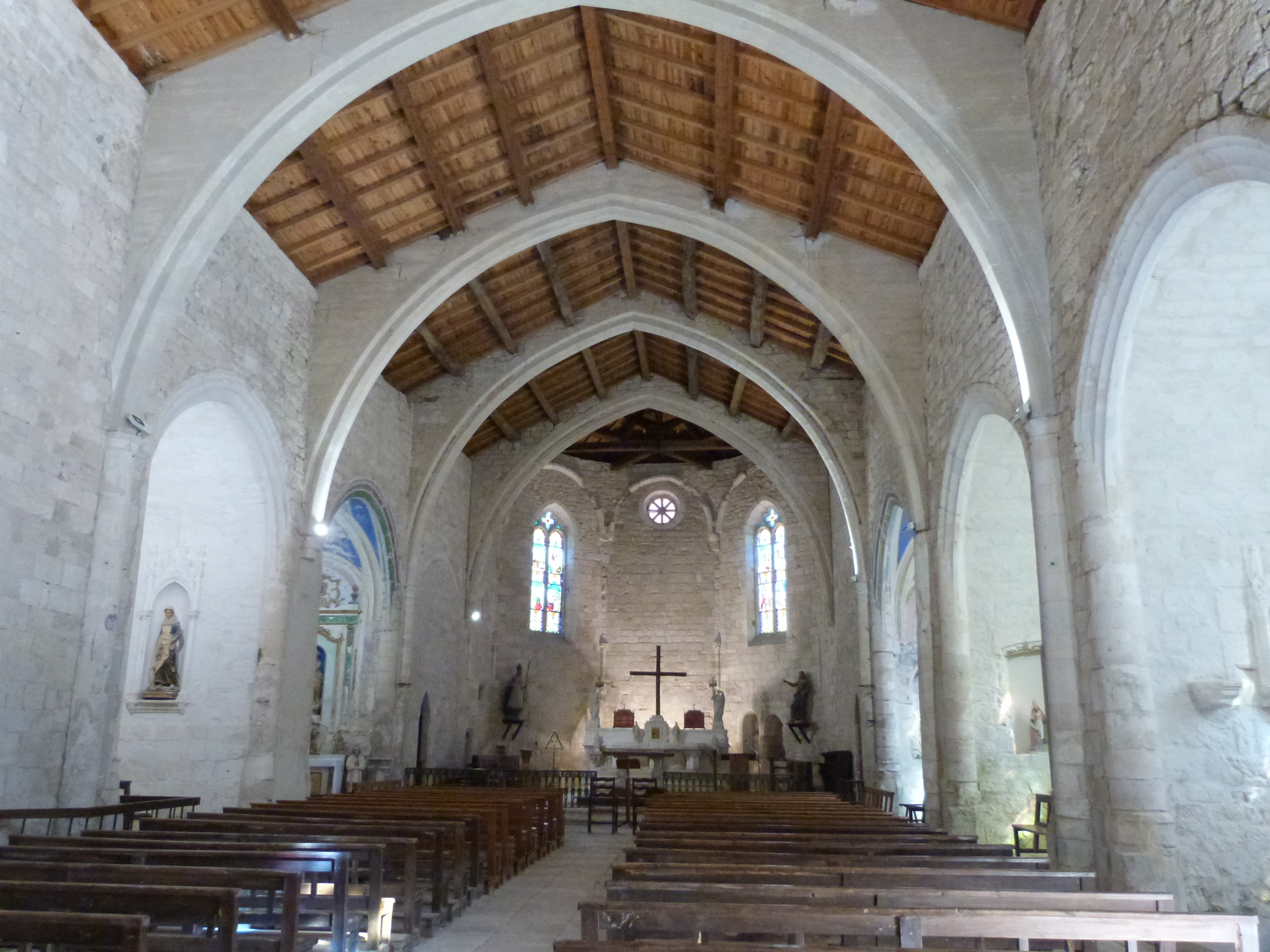
L'intérieur de l'église
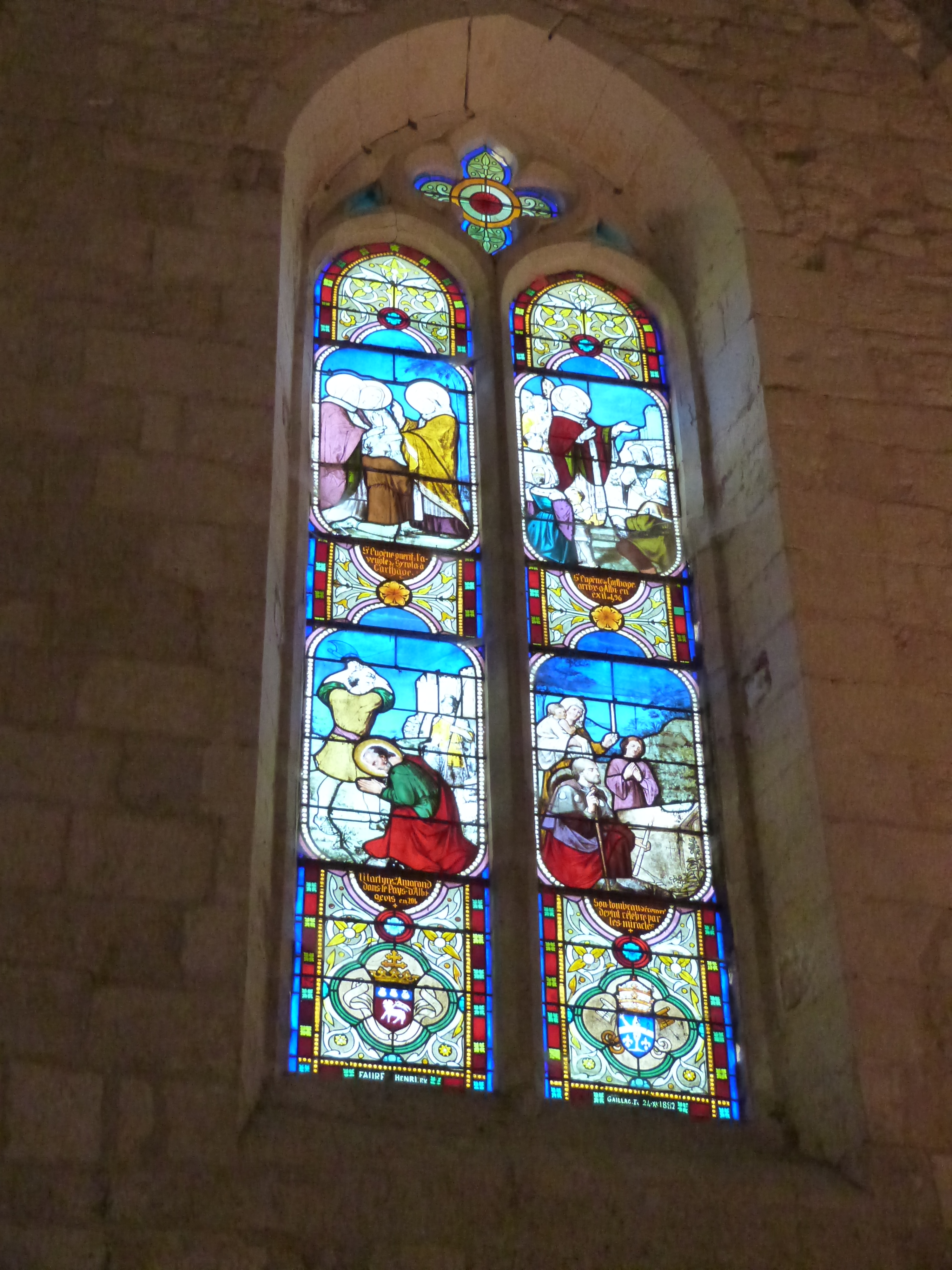
Les vitraux de l'édifice
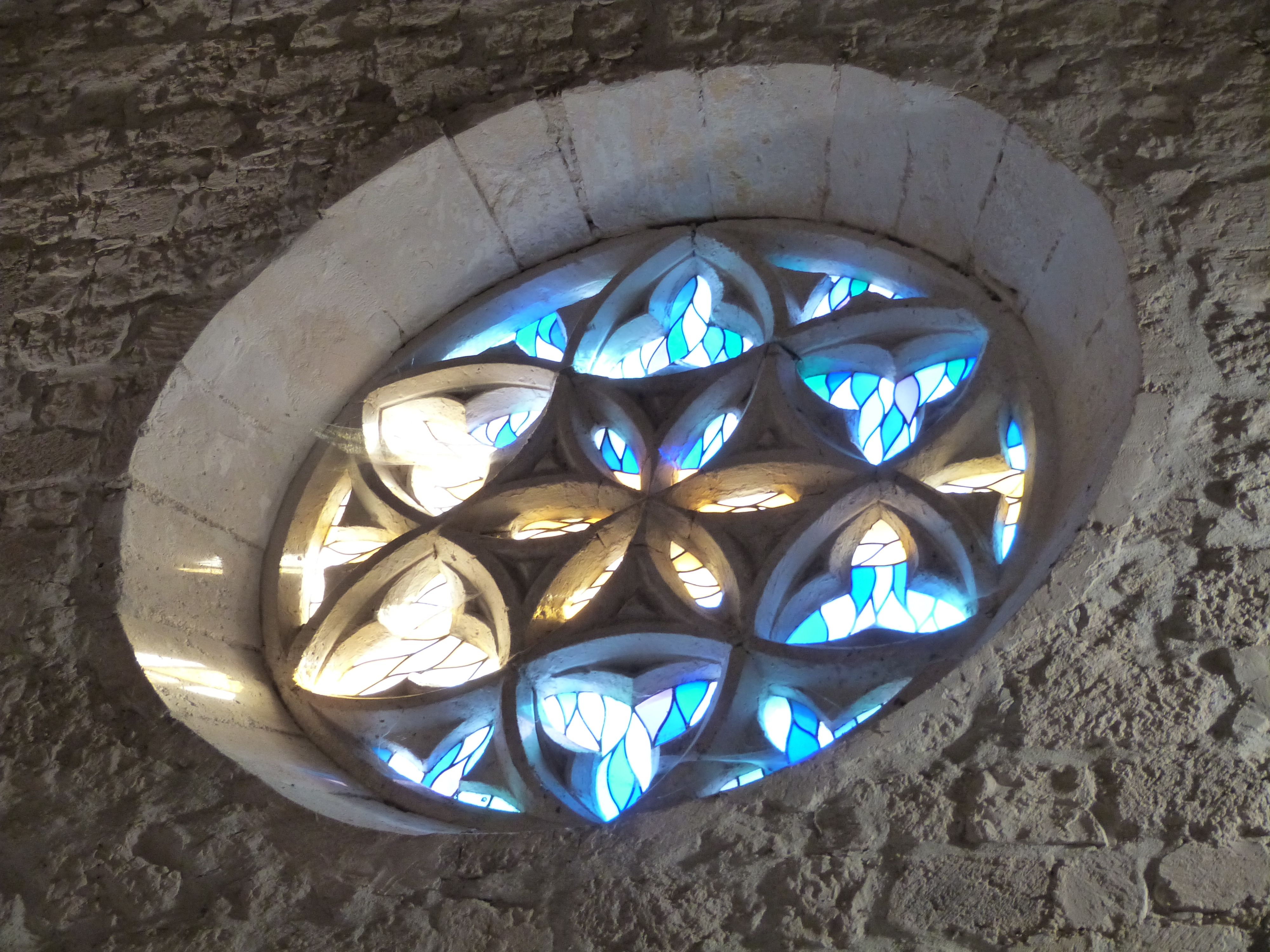
La petite rosace
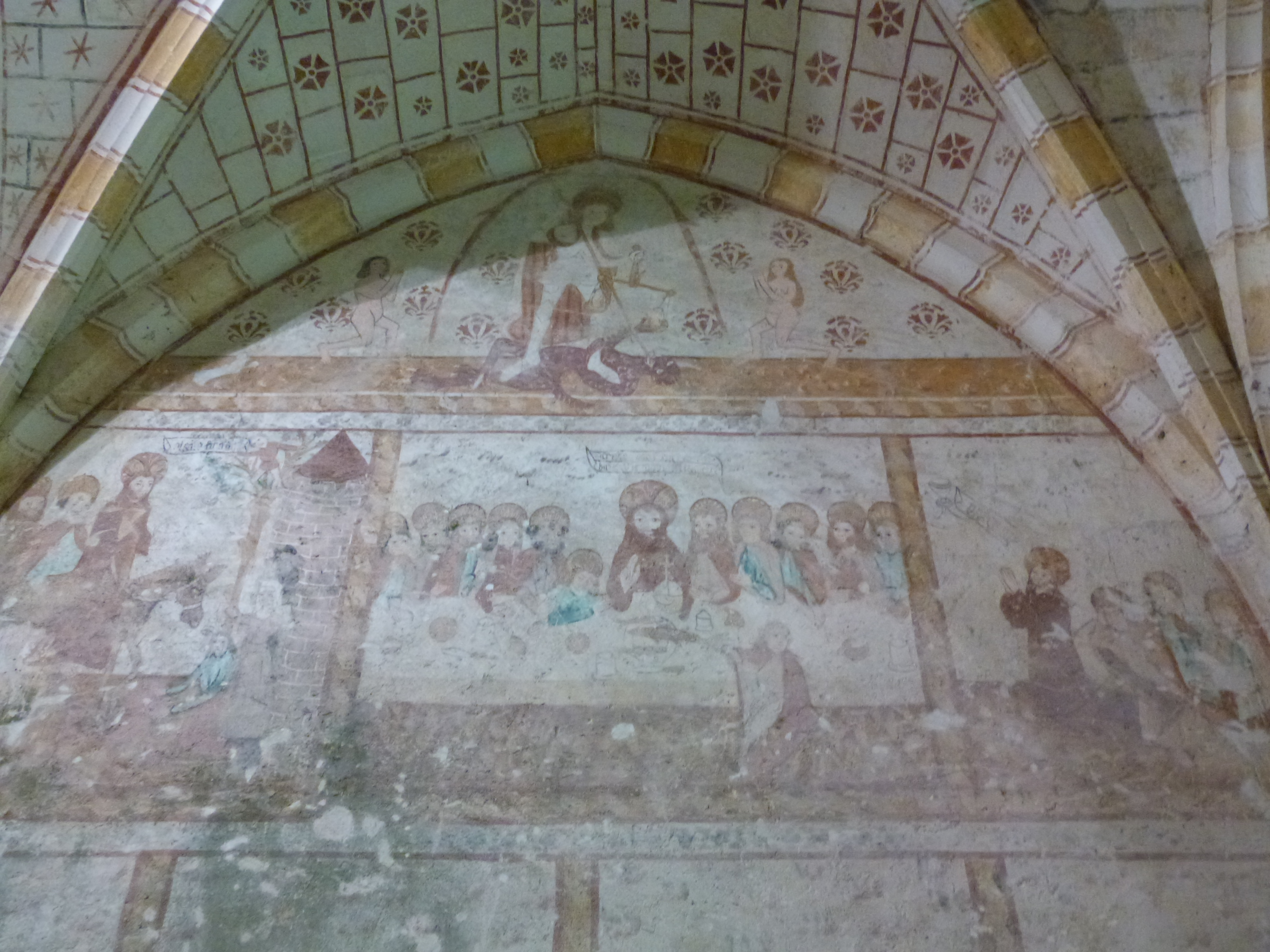
Des peintures murales